# 天津市河西区南开翔宇学校
天津市河西区南开翔宇学校，位于天津市河西区浯水道289号，始建于2006年，前身为天津市南开翔宇学校梅江校区，2023年4月，根据《民办教育促进法实施条例》中属地管理的要求而独立建校，更名为天津市河西区南开翔宇学校。

## 历史沿革
2006年，浩天集团与天津市南开中学合作，在梅江居住区建立天津市南开翔宇学校梅江校区
2023年4月26日，根据《民办教育促进法实施条例》中属地管理的要求，天津市南开翔宇学校由“一校两址”变为两所学校，原梅江校区独立建校并更名为天津市河西区南开翔宇学校。